# Pampero Fútbol Club
Pampero Fútbol Club fue un equipo de fútbol de Venezuela, patrocinado por la compañía Industrias Pampero. El Pampero ganó el primer torneo profesional del fútbol venezolano.

## Historia
El Pampero Fútbol Club tuvo una existencia efímera en apenas dos años: 1948 y 1949. Su nombre venía de los propietarios italo-argentinos de las "Industrias Pampero", que se referenciaron con los gauchos de la pampa argentina.

Los directivos del "Caracas F.C.", veían el partido inaugural (de la "Copa del Distrito Federal") y surgió la idea de renombrar al equipo como "Nacional F.C.", además lograron el patrocinio de Industrias Pampero, quienes correrían con “los gastos de pelotas, uniformes y otros pormenores” del equipo........ el equipo, ahora llamado "Nacional", cambia de nombre. "Pampero F.C." sería su nuevo nombre el cual fue aceptado por la Liga. Sus dirigentes recalcan la condición de “amateur” del equipo, ya que ninguno de sus integrantes cobraba. Eduardo Sosa

El primer partido del Pampero FC fue jugado en Caracas el 10 de octubre de 1948 con el La Salle FC, en la "Copa del Distrito Federal". El 21 de noviembre de 1948 el Pampero ganó la Copa venciendo el "La Salle" con un contundente 9 a 2. Sucesivamente la Copa fue llamada Copa Venezuela.
A principios de 1949 el Pampero FC jugó en la "Copa Antonio Ramia" en contra de una selección de extranjeros (residenciados en Caracas), venciendo también esta Copa. El último y final torneo del Pampero fue en febrero y marzo de 1949, perdiendo todos los enfrentamientos: el último partido del Pampero FC fue la derrota 3 a 2 frente al Universidad en Caracas, en marzo de 1949. 
Los malos resultados y la falta de público obligaron a las Industrias Pampero a retirarse del fútbol venezolano y a concentrarse en el béisbol. El Pampero FC duró menos de un medio año, desde octubre de 1948 hasta marzo de 1949 !